# ماري أور
ماري أور (بالإنجليزية: Mary Orr) (21 ديسمبر 1910 - 22 سبتمبر 2006)؛ ممثلة وروائية أمريكية.

## روابط خارجية
- ماري أور على موقع IMDb (الإنجليزية)
- ماري أور على موقع قاعدة بيانات برودواي على الإنترنت (الإنجليزية)
- ماري أور على موقع قاعدة بيانات الفيلم (الإنجليزية)